# Богембаев, Айтжан
Айтжан Богембаев, другой вариант фамилии — Бегембаев (1893 год, аул Костобе — дата и место смерти не известны) — бригадир свекловодческой бригады колхоза «Красная звезда» Джамбульской области, Казахская ССР. Герой Социалистического Труда (1948).

## Биография
Родился в 1893 году в ауле Костобе (сегодня — с Кызыл-Жулдыз,Байзакский район Жамбылской области). В 1929 году назначен бригадиром полеводческой бригады колхоза «Красная звезда» Джамбульской области. Участвовал в Великой Отечественной войне. После демобилизации в 1945 году возвратился в родной колхоз, где продолжил трудиться бригадиром.
В 1945 году свекловодческая бригада, руководимая Айтжаном Богембаевым, собрала в среднем по 200 центнеров сахарной свеклы с участка площадью 25 гектаров. В 1946 году бригада собрала по 320 центнеров с каждого гектара и в 1947 году — на участке площадью 25 гектаров было собрано в среднем по 524,3 центнеров и с участка площадью 4 гектара — по 822 центнеров сахарной свеклы. За эти выдающиеся трудовые достижения был удостоен в 1948 году звания Герой Социалистического Труда.
Похоронен в дачном участке Рассвет рядом с Рынком Ауыл-Береке старое кладбище.В селе Красная-Звезда есть улица в честь героя Айтжана Богембаева также там проживают его семья сыновья внуки правнуки

## Награды
- Герой Социалистического Труда — указом Президиума Верховного Совета СССР от 28 марта 1948 года
- Орден Ленина
- Медаль «За победу над Германией в Великой Отечественной войне 1941—1945 гг.»